# Corba de Fermat
En matemàtiques, la corba Fermat és la corba algebraica al pla complex definida en coordenades homogènies (X:Y:Z) per l'equació de Fermat
{\displaystyle X^{n}+Y^{n}=Z^{n}.\ }
Així en termes del pla afí la seva equació és
{\displaystyle x^{n}+y^{n}=1.\ }
Una solució entera a l'equació de Fermat correspondria a una solució racional diferent de zero de l'equació afí, i viceversa. Però pel darrer teorema de Fermat se sap que (per n ≥ 3) no hi ha solucions enters no trivials de l'equació de Fermat; per això, la corba de Fermat no té cap punt racional no trivial.
La corba de Fermat és no singular i té gènere
{\displaystyle (n-1)(n-2)/2.\ }
Això vol dir gènere 0 per al cas n = 2 (una cònica) i gènere 1 només per n = 3 (una corba el·líptica). La varietat jacobiana de la corba de Fermat s'ha estudiat a fons. És isogènica a un producte de varietats abelianes simples amb la multiplicació complexa.

## Varietats de Fermat
Les equacions De tipus Fermat amb més variables defineixen com varietats projecctives les varietats de Fermat.

## Estudis Relacionats
- Gross, Benedict H.; Rohrlich, David E. Some Results on the Mordell-Weil Group of the Jacobian of the Fermat Curve, 1978. DOI 10.1007/BF01403161..